# Rhescuporis II
Rhescuporis II, död 19 e. Kr., var regerande kung i Thrakien mellan 12 och 19 e. Kr.